# Тана-Тораджа

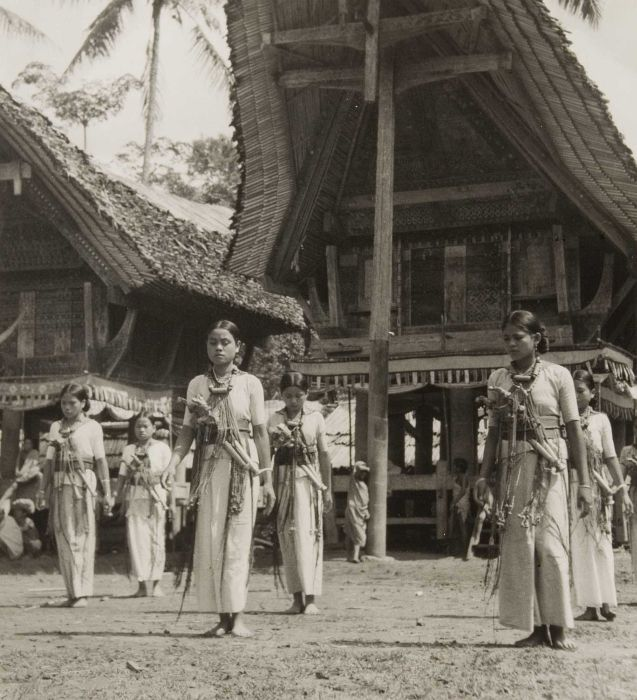
Исполнение народного танца тораджа. Фото 1945—1955 гг.

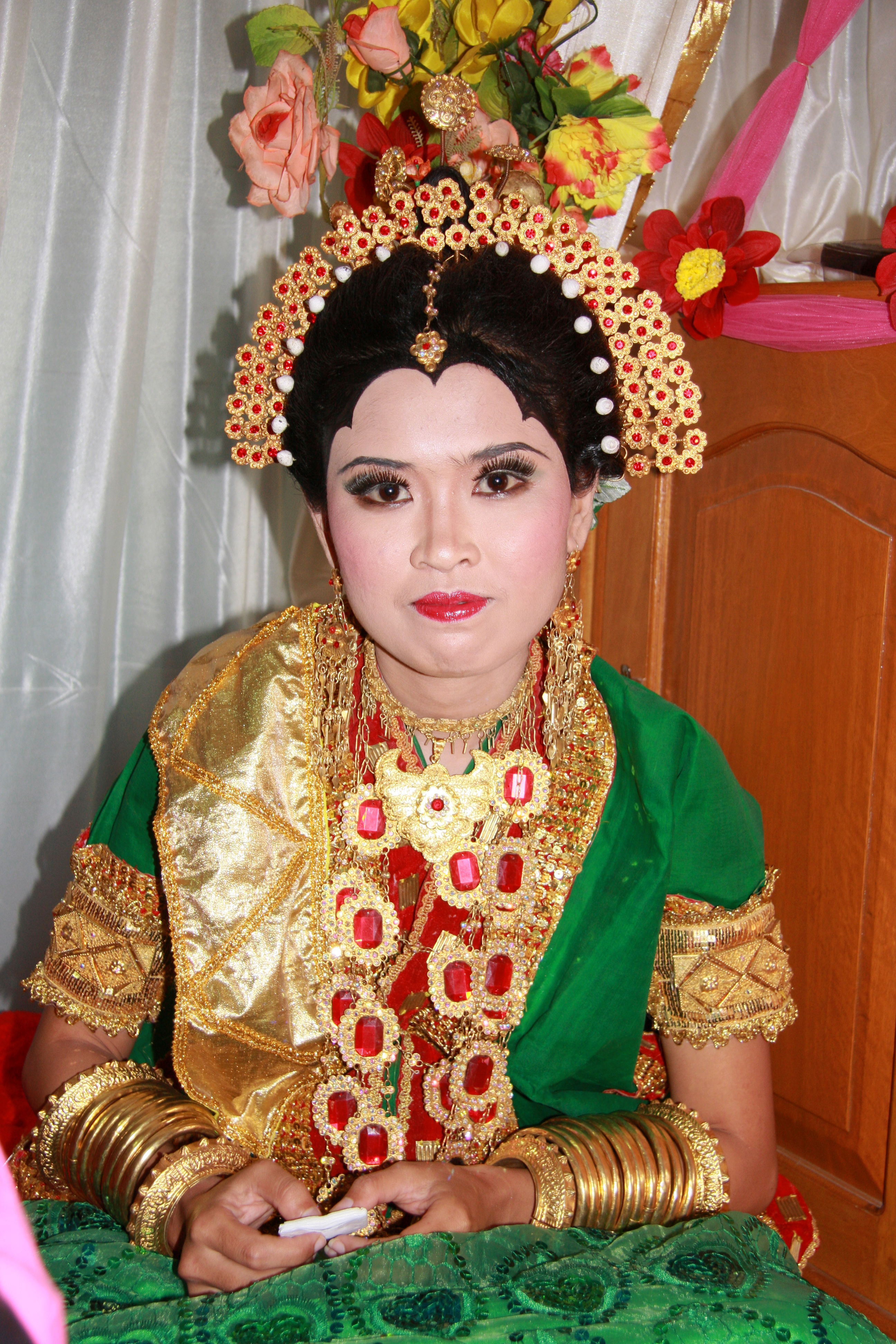
Девушка народа тораджа в национальном костюме.

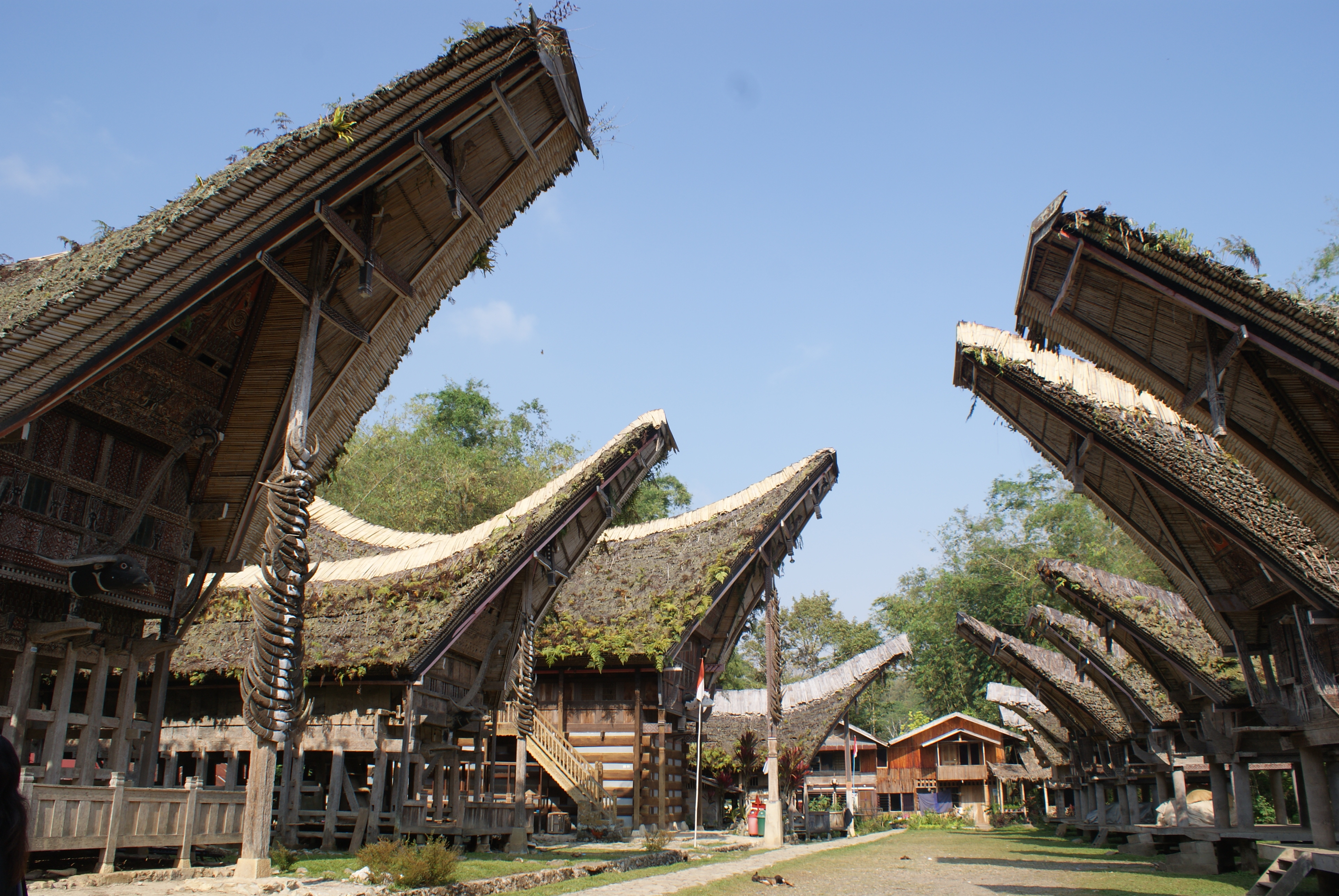
Дома, выполненные в местной архитектурной традиции.

Тана-Тораджа (индон. Tana Toraja) — округ в провинции Южный Сулавеси, Индонезия. Административный центр — город Макале. Население — 221 081 чел. (2010).
Своё название округ получил по имени народа тораджа, говорящего на одноимённом языке.

## География
Округ находится на юго-западе острова Сулавеси. Граничит на западе с округом Северный Тораджа и провинцией Западный Сулавеси на севере, с округами Энреканг и Пинранг на юге, Луву на востоке и провинцией Западный Сулавеси на западе. Ближайшие крупные города — Палопо (к востоку) и Макасар (к югу).
Общая площадь, занимаемая округом — 2054,30 км². 
Территория округа находится на возвышенности, окружённой горами с крутыми склонами. Почти две трети территории Тана-Тораджи находится на высоте 500-1500 м над уровнем моря. В почве распространены такие породы, как песчаник, кварцит, известняк и др. Распространены грунтовые воды.
Климат влажный тропический. Температура в течение года колеблется в среднем в пределах +15 — +28 °C. Влажность очень высокая — порядка 82%-86%. Что касается осадков, то в году можно выделить два сезона: дождей (с октября по март) и сухой (с апреля по сентябрь). Всего в год выпадает до 3500 мм осадков.

## Административное деление и демография
В административном плане округ делится на 19 районов:
| №  | Название             | Площадь, км² | Доля площади округа, % | Население, чел. (2004) |
| -- | -------------------- | ------------ | ---------------------- | ---------------------- |
| 1  | Бонгараденг          | 206,76       | 10,06                  | 7612                   |
| 2  | Симбуанг             | 194,82       | 9,48                   | 7054                   |
| 3  | Рано                 | 89,43        | 4,35                   | 7660                   |
| 4  | Маппак               | 166,02       | 8,08                   | 6190                   |
| 5  | Менкендек            | 196,74       | 9,58                   | 31 028                 |
| 6  | Ганданг-Бату-Силанан | 108,63       | 5,29                   | 20 489                 |
| 7  | Сангалла             | 36,24        | 1,76                   | 6551                   |
| 8  | Южный Сангалла       | 47,80        | 2,33                   | 8277                   |
| 9  | Северный Сангалла    | 27,96        | 1,36                   | 7851                   |
| 10 | Макале               | 39,75        | 1,93                   | 32 257                 |
| 11 | Южный Макале         | 61,70        | 3,00                   | 13 388                 |
| 12 | Северный Макале      | 26,08        | 1,27                   | 12 080                 |
| 13 | Салупутти            | 87,54        | 4,26                   | 7678                   |
| 14 | Биттуанг             | 163,27       | 7,95                   | 15 256                 |
| 15 | Рембон               | 134,47       | 6,55                   | 20 348                 |
| 16 | Масанда              | 134,77       | 6,56                   | 6970                   |
| 17 | Малимбонг-Балепе     | 211,47       | 10,29                  | 10 371                 |
| 18 | Рантетайо            | 60,35        | 2,94                   | 10 973                 |
| 19 | Курра                | 60,50        | 2,94                   | 5348                   |

## Религия
В численном плане абсолютно преобладают протестанты. Также в округе проживают представители и других конфессий — мусульмане, католики и др.
| Конфессия     | Последователей, чел. |
| ------------- | -------------------- |
| Протестантизм | 154 545              |
| Католицизм    | 32 021               |
| Ислам         | 26 624               |
| Индуизм       | 6713                 |
| Буддизм       | 37                   |
| Конфуцианство | 1                    |
| Другие        | 1042                 |

## Экономика
Основу местной экономики составляют сельское хозяйство, строительство, туризм и гостиничный бизнес, торговля, добыча полезных ископаемых и рыбная ловля.